# 金良洙
金 良洙（キム・ヤンス、朝鮮語: 김양수、1896年9月4日 - 1969年9月19日または1971年1月19日）は、日本統治時代の朝鮮および大韓民国のジャーナリスト、実業家、政治家、独立有功者。第2代韓国国会議員、第2代原子力院（現・原子力安全委員会）院長を歴任した。
本貫は光山金氏。号は若嬰。キリスト教徒。

## 経歴
全羅南道順天出身。早稲田大学政経学部卒、コロンビア大学・ロンドン大学修学。東亜日報・朝鮮日報論説委員、ハワイ第二次汎太平洋会議朝鮮代表（徐載弼・金活蘭・申興雨と共同）、ニューヨーク三一新報主幹・主筆、ベルリン世界反帝同盟会議出席者、朝鮮興業株式会社重役を務めた。中国で金枓奉とハングル運動について意見を交わした後、1935年から朝鮮語学会に参加して辞典の編纂を財政的に支援したが、1942年の朝鮮語学会事件により3年間投獄され、1945年1月に懲役2年・執行猶予4年の刑を言い渡された。解放後は順天郡郡守、順天建準会委員長、独促国民会順天支部長・中央本部総務部長、民族統一総本部財政部長、反託闘争委員会中央本部秘書部長、韓国民族代表者大会財政分科委員長、韓国民主党順天郡党部委員長・本部中央常務執行委員、選挙対策委員会中央本部監察副委員長、韓国民族外交後援会副委員長、民主国民党所属の第2代国会議員を経て、1960年6月29日に金法麟の後任の第2代原子力院院長に任命された。
1971年1月19日、ソウル市鐘路区社稷洞の自宅で老衰により死去。享年75。

## 賞勲
1990年、建国勲章愛国章受章。